# Ренате
Ренате (итал. Renate) — коммуна в Италии, в провинции Монца-э-Брианца области Ломбардия.
Население составляет 3731 человек, плотность населения составляет 1866 чел./км². Занимает площадь 2,84 км². Почтовый индекс — 20055. Телефонный код — 0362.
Покровителями коммуны почитаются святые Донат и Карпофор, празднование 7 августа.

## Уроженцы Ренате
- Эдоардо Манджаротти — 6-кратный олимпийский чемпион по фехтованию
- Диониджи Теттаманци — кардинал, архиепископ Милана